# Silesia Rebels

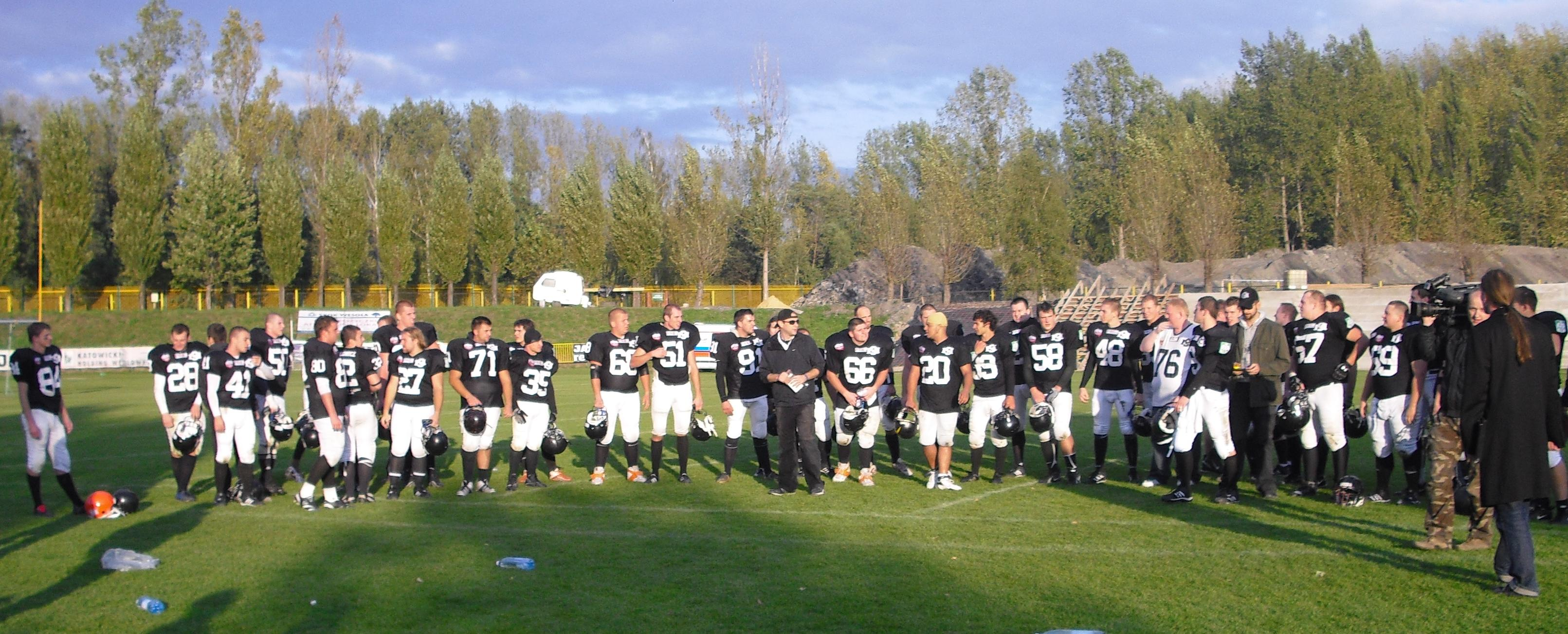
Los Silesia Rebels en 2008 (por entonces conocidos como Silesia Miners).

Los AZS Silesia Rebels (en español: Los Rebeldes de Silesia) son un equipo de fútbol americano de Katowice, en la provincia de Silesia, Polonia. El equipo surgió de la fusión entre los Silesia Miners y los Ruda Slaska Warriors. Es único equipo PLFA que opera como una Asociación Deportiva Académica (AZS), es decir, es el único equipo universitario de la competición.

## Historia
El equipo Silesia Miners fue fundado en abril de 2006, y se unió a la PLFA al año siguiente. Los Miners ganó cuatro partidos y perdió dos (ambos contra los Warsaw Eagles). Terminó segundo en la división, y el equipo fue galardonado como comodín a la postemporada. En el partido fuera de semifinales, los Miners derrotaron a los Eagles por 16-13 y se clasifican para la PolishBowl. Los mineros perdieron el partido del campeonato contra el Crew Wrocław (anctualmente renombrados a Wroclaw Giants) por 0-18.
Durante la temporada PLFA 2009, los mineros perdieron dos partidos en una temporada regular (contra los Eagles de 6-27 y contra la Crew Wroclaw 0-24 ). Pero pese al mal arranque, consiguieron vencer a los Warsaw Eagles en la semifinal por 31-26. Los Miners ganaron la Polish Bowl contra The Crew Wrocław por 18-7. Después de obtener el título, el equipo ha sido honrado con el título de "Equipo del Mes" en noviembre de 2009 por la Federación Internacional de Fútbol Americano.
En 2012, Silesia Miners, debido a la escasez del presupuesto, se fusionó con Wroclaw Warriors, un equipo que jugaba en la segunda división y pasaron a renombrase "Silesia Rebels".

## Palmarés
- Liga Polaca de Fútbol Americano: 1 campeonato (2009), bajo el nombre de Silesia Miners.